# Variant Delta del SARS-CoV-2

Països amb casos confirmats de variant Delta a partir del 10 d'agost de 2021 (GISAID)
Llegenda:
10,000+ seqüències confirmades
5.000–9.999 seqüències confirmades
1.000–4.999 seqüències confirmades
100–999 seqüències confirmades
10–99 seqüències confirmades
1-9 seqüències confirmades
Cap o sense dades

La variant Delta, també coneguda com a llinatge B.1.617.2, és una variant del llinatge B.1.617 del SARS-CoV-2, una variant preocupant del SARS-CoV-2, el virus que provoca la COVID-19. Es va detectar per primera vegada a l'Índia a finals del 2020. L'Organització Mundial de la Salut (OMS) va anomenar-la variant Delta el 31 de maig de 2021.
Té mutacions en el gen que codifica la proteïna S del SARS-CoV-2 causant les substitucions T478K, P681R i L452R, que se sap que afecten la transmissibilitat del virus, així com si pot ser neutralitzat per anticossos per variants circulants prèviament del virus COVID-19. Public Health England (PHE) al maig del 2021 va observar que les taxes d'atac secundari eren un 51-67% més altes que la variant Alfa.
El 7 de maig de 2021, PHE va canviar la seva classificació del llinatge B.1.617.2 d'una variant sota investigació (VUI) a una variant preocupant (VOC) basada en una avaluació de la transmissibilitat que era almenys equivalent a B.1.1.7 (Alfade la SAGE del Regne Unit que utilitza dades de maig va estimar una possibilitat "realista" de ser un 50% més transmissible. L'11 de maig de 2021, l'OMS també va classificar aquest llinatge COV i va dir que mostrava evidències d'una major transmissibilitat i una neutralització reduïda. El 15 de juny de 2021, els Centres per al Control i Prevenció de Malalties (CDC) van declarar Delta una variant preocupant.
Es creu que la variant és en part responsable de la segona onada de pandèmia de l'Índia a partir del febrer de 2021. Posteriorment, va contribuir a una tercera onada a Fiji, el Regne Unit i Sud-àfrica, i l'OMS va advertir el juliol de 2021 que podria tenir un efecte similar en altres llocs d'Europa i Àfrica. A finals de juliol també havia impulsat un augment de les infeccions diàries a parts d'Àsia, Estats Units, i Austràlia.
El 24 d'agost de 2021, la variant s'havia estès a 163 països, i l'OMS va indicar que s'estava convertint en la soca dominant a nivell mundial.

## Perfil genètic

Mutacions d'aminoàcids de la variant alfa del SARS-CoV-2 representades en un mapa del seu genoma amb un enfocament en l'espícula.